# نظام ملاحة قصوري

نظام الملاحة بالقصور الذاتي (INS) عبارة عن وسيلة مساعدة للملاحة تستخدم الحاسوب وأجهزة استشعار الحركة (مقاييس التسارع) وأجهزة استشعار الدوران (الجيروسكوب) من أجل الحساب بشكل مستمر، عبر تقدير الموضع، الموضع والاتجاه والسرعة (اتجاه وسرعة الحركة) لكائن متحرك بدون الحاجة إلى الاعتماد على مراجع خارجية. وهو يستخدم في مركبات مثل السفن والطائرات والغواصات والصواريخ الموجهة والمركبات الفضائية. وتشتمل المصطلحات الأخرى المستخدمة للإشارة إلى أنظمة الملاحة بالقصور الذاتي أو الأجهزة القريبة منها بشدة على نظام التوجيه بالقصور الذاتي والمنصة المرجعية بالقصور الذاتي ومعدات القصور الذاتي ووحدة القياس بالقصور الذاتي (IMU) بالإضافة إلى العديد من المصطلحات الأخرى.

## نظرة عامة
يشتمل نظام الملاحة بالقصور الذاتي على الأقل على حاسوب ومنصة أو وحدة تحتوي على مقاييس تسارع أو جيروسكوبات أو غير ذلك من الأجهزة التي تستشعر الحركة. وتُوَفَّر بيانات الموضع والسرعة لنظام الملاحة بالقصور الذاتي في البداية من مصدر آخر (مشغل بشري أو مستقبل أقمار صناعية يعمل بنظام التموضع العالمي، أو ما إلى ذلك)، وبعد ذلك، يقوم بحساب بيانات موضعه وسرعته المحدثة من خلال دمج المعلومات التي تُتَلَقَّى من أجهزة استشعار الحركة. وميزة نظام الملاحة بالقصور الذاتي أنه لا يتطلب أي مراجع خارجية من أجل تحديد موضعه أو اتجاهه أو سرعته بمجرد أن يتم بدء تشغيله.
ويمكن أن يكتشف نظام الملاحة بالقصور الذاتي التغير في موضعه الجغرافي (مثل التحرك نحو الشرق أو الشمال، على سبيل المثال) والتغير سرعته (سرعة واتجاه الحركة)، والتغير في اتجاهه (الدوران حول محور ما). وهو يقوم بذلك من خلال قياس مستويات التسارع الخطية والزاوية المطبقة على النظام. وحيث إنه لا يحتاج إلى مرجع خارجي (بعد بدء تشغيله)، فإنه يكون محصنًا ضد التشويش على الرادارات وخداعها.
وتُسْتَخْدَمُ أنظمة الملاحة بالقصور الذاتي في العديد من المعدات المتحركة، بما في ذلك المركبات، مثل الطائرات والغواصات والمركبات الفضائية والصواريخ الموجهة.
وتستخدم أجهزة الجيروسكوب لقياس السرعة الزاوية للنظام في الإطار المرجعي العطالي. ومن خلال استخدام الاتجاه الأصلي للنظام في الإطار المرجعي العطالي كشرط اِبْتِدَائي و بمكاملة الازاحة الزاوية، يكون الاتجاه الحالي للنظام معروفًا في كل الأوقات. ويمكن التفكير في ذلك على أنه قدرة الشخص معصوب العينين في سيارة على الشعور بحركة السيارة نحو اليسار ونحو اليمين أو الميل لأعلى أو لأسفل أثناء صعود أو هبوط السيارة للمرتفعات. وبناءً على تلك المعلومات فقط، يعرف الشخص الاتجاه الذي تتوجه إليه السيارة، ولكنه لا يعرف مدى سرعة أو بطء السيارة، أو ما إذا كانت تنزلق على جانب الطريق أم لا.
وتستخدم مقاييس التسارع لقياس التسارع الخطي للنظام في الإطار المرجعي العطالي، ولكن باتجاهات لا يمكن قياسها إلا بالمقارنة بالنظام المتحرك (حيث إن مقاييس التسارع تكون مثبتة في النظام وتدور معه، ولكنها لا تدرك اتجاهها). ويمكن تشبيه ذلك بقدرة الشخص معصوب العينين في السيارة بالشعور بالاندفاع للخلف في المقعد مع تسارع السيارة للأمام أو الاندفاع للأمام مع إبطاء السيارة، كما أنه يشعر بالاندفاع لأسفل في المقعد مع زيادة سرعة السيارة أثناء صعودها المرتفعات أو الاهتزاز عن المقعد مع عبور السيارة لقمة المرتفع والبدء في السير لأسفل. واعتمادًا على تلك المعلومات فقط، يعرف الشخص مدى تسارع السيارة بالنسبة لذاتها، أي هل تتسارع للأمام أم للخلف أم لليسار أو لليمين أم لأعلى (في اتجاه سقف السيارة) أو لأسفل (في اتجاه أرضية السيارة) مقارنة بالسيارة، ولكن لا تتم معرفة الاتجاه مقارنة بالأرض، لأنهم لا يعرفون الاتجاه الذي كانت تسير فيه السيارة مقارنة بالأرض عندما شعروا بالتسارع.
ومع ذلك، من خلال تتبع السرعة الزاوية الحالية للنظام والتسارع الخطي الحالي له وقياسه مقارنة بالنظام المتحرك، يمكن تحديد التسارع الخطي للنظام في الإطار المرجعي العطالي. ويؤدي تنفيذ التكامل على تسارعات القصور الذاتي (باستخدام السرعة الأصلية التي تكون بمثابة الشروط المبدئية) باستخدام معادلات علم الحركة إلى الحصول على سرعات القصور الذاتي للنظام، ومن خلال التكامل مرة أخرى (باستخدام الموضع الأصلي كشرط اِبْتِدَائي)، يُحْصَلُ على موضع القصور الذاتي. وفي المثال الذي نستخدمه، إذا كان الشخص معصوب العينين يعرف اتجاه السيارة وسرعتها قبل أن يتم عصب عينيه، وإذا كانت لديه القدرة على تتبع دوران السيارة وتسارعها وتباطؤها منذ ذلك الحين، يمكنه معرفة اتجاه السيارة الصحيح وموضعها وسرعتها في أي وقت.